# 俄国母亲洒热血
《俄国母亲洒热血》是由法国独立游戏工作室Le Cartel Studio开发的一款清版动作游戏，由Devolver Digital发行。2016年9月5日，游戏的Windows版、OS X版、Linux版向全球发行。同年12月3日，PS4版向全球发行。2018年11月15日，NS版向全球发行。该作继承了同类游戏一贯含有的冲击性的暴力、血腥场面，以药物滥用为题材。

## 游戏玩法
Mother Russia Bleeds是一款典型的横向清版动作游戏，玩家操作的角色只能在水平方向上移动。玩家需要让角色与敌人战斗以通过一个又一个关卡，除了赤手空拳以外还可以使用枪和街斗武器。
敌人被打败后，有一些尸体会抽搐，玩家可以用这些敌人的尸体中残留的毒品填充自己的注射器。注射器中的毒品可以用来回复自己的血量，也可以让自己进入狂暴模式，此模式可以增加角色的力量和速度，还会让画面变得迷幻。
游戏可以在单人模式和上限为四人的本地多人合作模式下游玩。游戏的游玩模式包括经典街机团战模式、生存模式、头目战模式。

## 开发
Mother Russia Bleeds深受《街霸》、《双截龙》、《热血硬派》启发。游戏的开发始于2013年9月，当时育碧巴黎的游戏设计师Frédéric Coispeau离职后遇见了网页设计师Alexandre Muttoni，两人一同在2013年8月20日建立了Le Cartel Studio。
在索尼2015年电子娱乐展发布会上，Mother Russia Bleeds在新发行商名下官宣，并声称支持PS4。游戏的第一部预告片之后很快证实了游戏还支持Windows、OS X、Linux。和2016年8月10日官方所预告的那样，游戏的Windows版、OS X版、Linux版在2016年8月15日发行。